# Bahía Gil
Bahía Gil är en vik i Argentina.   Den ligger i provinsen Chubut, i den södra delen av landet, 1 300 kilometer sydväst om huvudstaden Buenos Aires.
Omgivningarna runt Bahía Gil är i huvudsak ett öppet busklandskap.